# ماثيو بتز
ماثيو بتز (بالإنجليزية: Matthew Betz)‏ مواليد 13 سبتمبر 1881 في سانت لويس، الولايات المتحدة - الوفاة 26 يناير 1938 في كاليفورنيا، الولايات المتحدة، هو ممثل أمريكي بدأ مسيرته الفنية سنة 1914. ظهر في قرابة 125 فلما. من أعماله فيلم رجال صامتون (1933).

## روابط خارجية
- ماثيو بتز على موقع IMDb (الإنجليزية)
- ماثيو بتز على موقع أول موفي (الإنجليزية)
- ماثيو بتز على موقع قاعدة بيانات الفيلم (الإنجليزية)